# Castel Corona
Castel Corona è un castello medievale ormai in rovina che si trova presso Cunevo (frazione del comune di Contà), ma nel territorio comunale di Denno, in provincia di Trento.
È uno dei castelli più singolari del Trentino: come Castel San Gottardo è stato costruito all'interno di una rientranza della parete rocciosa sbarrandone l'imbocco verso valle con delle mura. Prende il nome proprio dalla sua conformazione di fortezza ricavata da una spaccatura nella roccia: infatti il termine 'corona' (in dialetto crona, in tedesco Lueg) designava queste particolari caverne sulle montagne.

## Storia

### Origini

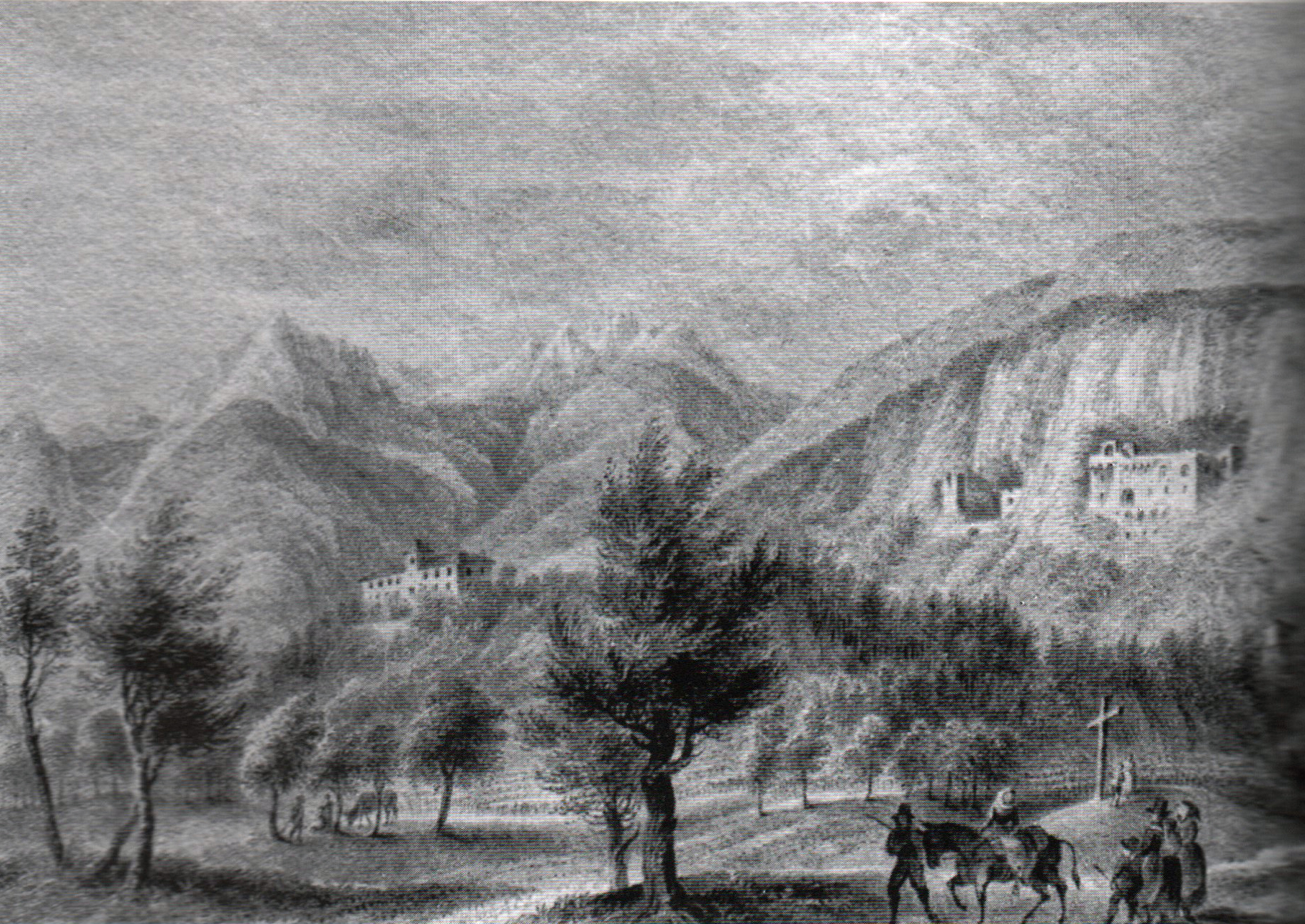
Il castello in una litografia del 1832 di Johanna von Isser Großrubatscher

Fu costruito probabilmente tra il XII e il XIII secolo per scopi puramente difensivi (appendice del castello di Denno prima e di quello di Flavon poi), vista la particolare conformazione adatta a proteggersi da assedi.
Questa sua straordinaria posizione ha fatto credere agli storici che il luogo sia stato utilizzato già in epoca preistorica. Di questo non ci sono evidenze, però ai piedi del castello furono trovate due fibule di bronzo a coda di granchio, risalenti alla Cultura di La Tène (IV secolo a.C.). In particolare doveva essere fondamentale la funzione di guardia: dal castello lo sguardo arriva fino alla Piana Rotaliana, al Castello di Altaguardia a nord e ad oriente nulla poteva passare inosservato fino ai monti che separano la Val di Non dalla Valle dell'Adige.
Questa particolare costruzione è citata per la prima volta in un documento del 1215 ("in pratis sub corona Tremunno"), ma la prima attestazione del castello risale al 1217, quando il vescovo di Trento, Federico Vanga, concesse ai figli di Olurandino De Enno (Giacomo, Ropreto e Ottolino) il diritto di costruire una fortezza, dopo averli puniti per l'uccisione di Federico, figlio di Ulrico conte di Appiano, nel 1204. Alla famiglia fu tolta allora la proprietà allodiale del castello e della corona, concessi ora come feudo. Inoltre gli Enno furono costretti a rinunciare a tutte le loro proprietà a Rumo (ma, secondo Ausserer, a Dermulo) come pegno delle mille lire veronesi che dovevano all'episcopato in sanzione del loro delitto.
Negli anni dell'espansione dei possedimenti di Mainardo II di Tirolo-Gorizia la corona passò (forse nel 1276) al conte del Tirolo: da allora il castello restò feudo tirolese. L'acquisto fu perfezionato nel 1293, quando Alberto di Metz (Mezzocorona), che probabilmente lo ottenne in pegno dall'ultimo possessore dei de Enno, lo vendette a Mainardo assieme a Castel San Gottardo per 1500 lire veronesi.
Le notizie del castello risalenti al XIV secolo lo menzionano con il nome Corona Flaoni (1389). Dalle pergamene dell'Archivio Spaur di Monguelfo-Tesido sappiamo che la figlia di un Nicolò de Corona Flavon, Elisabetta, nel 1344 andò in sposa al figlio di Volcmaro di Burgstall, Matteo di Castel Sporo. Questa famiglia non doveva avere nulla a che fare con la discendenza di Olurandino de Enno, a differenza di quanto sostennero Ausserer e Reich, ma semplicemente ebbe origine dal notaio Walter, detto Preto, vicario dei capitani tirolesi nelle valli di Non e Sole nel 1302 e riuscì ad ottenere diversi possedimenti nella zona, padre di Nicolò. L'ultimo di questi signori di castel Corona fu Enrico da Corona, che risulta nel 1389 proprietario di Castel Flavon (quell'anno fu venduto a Pietro di Sporo). Quest'ultimo, in una delle sue tante provocazioni nei confronti di Federico IV d'Asburgo, nel 1415 strappò Castel Corona a Enrico. Soltanto dopo la morte del signore di Castel Sporo, nel 1424, il castello fu restituito al legittimo proprietario, Johann Payr di Termeno, che aveva sposato la figlia di Enrico da Corona, Lucia. I Payr assunsero poi lo stemma di Corona: uno scudo bianco ed azzurro diviso da una linea ornata da una stella d'oro. Nel 1481, è attestato quale capitano del castrum Corone de Flaono Johannes, figlio di Osvaldo di Salisburgo.

### Gli ultimi secoli
I Payr non tennero a lungo la rocca, che dopo un breve interregno dei Thun (nel 1456 passò a Federico II Thun), fu affidata dall'arciduca Massimiliano I d'Asburgo nel 1490 in feudo a Graziadeo Spaur.
A questo periodo risalgono i primi segni di cedimento: Ulrico Spaur già nel 1524 si rivolse a Innsbruck preoccupato per le cattive condizioni del suo castello, poi nel 1529 di nuovo sollecitava l'intervento dell'imperatore in quanto il castello era "ganz und gar pauffelig geworden" (del tutto pericolante).
Nel maggio 1656 il castello fu donato dall'arciduca Ferdinando Carlo al signore Marco Antonio Bertelli (di Caderzone), che ottenne così il predicato "von Ossana und Corona", dal quale lo acquistò Osvaldo di Sporo e Flavon per darlo in locazione perpetua ai fratelli Leonardo e Blasio Ricci di Denno (1684).
I Ricci, che si erano trasferiti a Trento, affittarono la Corona nel 1747 a Francesco Bortolameo Job, di Cunevo, che ne detenne la proprietà fino al 1775. 
Nella prima metà del XIX secolo agli Spaur subentrarono i Cabrini di Pinzolo, imparentati con i de Ferrari del ramo di Bronzolo, ultimi proprietari, che unirono la proprietà al vicino Castel La Santa.
Con l´avvento di un periodo di stabilità politica, la posizione fortificata perse importanza e venne abbandonata dopo il XVII secolo. Ancora nel 1617 si ha notizia di un urbario (l'elenco dei beni che i sudditi dovevano versare ai signori del castello), quindi almeno nel primo ventennio del Seicento il castello doveva essere abitato. Un secolo più tardi, nel 1784, un certo Andrea Castelli, muratore di Como, riuscì a salire alla corona con l'aiuto di scale, trovando sale e camere, ma per via del crollo del tetto non tentò più di salirvi.
Nel 2003 è stato oggetto di un approfondito restaurato ad opera del comune.
È raggiungibile tramite un sentiero che parte dal paese di Cunevo, lungo la strada che porta alla Malga Arza.

## La leggenda
(Giuseppe Chini, Un'escursione autunnale nella Naunia, 1899)